# 60 mètres haies masculin aux championnats du monde d'athlétisme en salle 2016
Pour un article plus général, voir Championnats du monde d'athlétisme en salle 2016.
Navigation
2014 2018
Le 60 mètres haies masculin des championnats du monde en salle 2016 s'est déroulé les 19 (séries) et 20 mars 2016 (demi-finales et finale) à Portland, aux États-Unis.

## Faits marquants
Les trois meilleurs performeurs de l'année remportent chacun sa série : le Français Pascal Martinot-Lagarde en 7 s 48, Dimitri Bascou et le Jamaïcain Omar McLeod en 7 s 58.
Martinot-Lagarde et McLeod récidivent en demi-finale en 7 s 52, le premier dans le même temps que l'Américain Jarret Eaton, le second en prenant le meilleur sur Bascou. Les 4 autres qualifiés atteignent pour la première fois une finale mondiale.
Encadré par les deux Français, Omar McLeod prend le meilleur départ de la finale et remporte la course en 7 s 41, établissant un record national et égalant le meilleur temps de l'année. Il fait mieux que son compatriote Maurice Wignall, qui avait obtenu le bronze en 2004 à Budapest. Martinot-Lagarde termine deuxième, tout comme en 2014, et Bascou troisième. Pour la première fois depuis 1987, aucun Américain ne finit sur le podium.

## Meilleures performances mondiales en 2016
Les meilleures performances mondiales en 2016 (top 5) avant les championnats du monde en salle sont :
|   | Athlète                 | Pays       | Marque | Lieu       | Date            |
| - | ----------------------- | ---------- | ------ | ---------- | --------------- |
| 1 | Dimitri Bascou          | France     | 7 s 41 | Berlin     | 13 février 2016 |
| 2 | Omar McLeod             | Jamaïque   | 7 s 46 | New York   | 20 février 2016 |
| 3 | Pascal Martinot-Lagarde | France     | 7 s 47 | Aubière    | 28 février 2016 |
| 4 | Orlando Ortega          | Espagne    | 7 s 49 | Düsseldorf | 3 février 2016  |
| 5 | Jarret Eaton            | États-Unis | 7 s 52 | Portland   | 12 mars 2016    |

## Médaillés
| Or          | Argent                  | Bronze         |
| Omar McLeod | Pascal Martinot-Lagarde | Dimitri Bascou |

## Résultats

### Finale
| Rang               | Athlète                 | Nationalité                 | Temps  | Notes  |
| ------------------ | ----------------------- | --------------------------- | ------ | ------ |
| Médaille d'or      | Omar McLeod             | Jamaïque                    | 7 s 41 | WL,NIR |
| Médaille d'argent  | Pascal Martinot-Lagarde | France                      | 7 s 46 | SB     |
| Médaille de bronze | Dimitri Bascou          | France                      | 7 s 48 |        |
| 4                  | Jarret Eaton            | États-Unis                  | 7 s 50 | SB     |
| 5                  | Spencer Adams           | États-Unis                  | 7 s 64 |        |
| 6                  | Balázs Baji             | Hongrie                     | 7 s 65 |        |
| 7                  | Eddie Lovett            | Îles Vierges des États-Unis | 7 s 75 |        |
| 8                  | Shane Brathwaite        | Barbade                     | 7 s 88 |        |

### Demi-finales
Les 4 premiers de chaque série sont qualifiés (Q) pour la finale.
| Rang | Série | Nom                     | Nationalité                 | Temps  | Notes |
| ---- | ----- | ----------------------- | --------------------------- | ------ | ----- |
| 1    | 1     | Pascal Martinot-Lagarde | France                      | 7 s 52 | Q     |
| 2    | 2     | Omar McLeod             | Jamaïque                    | 7 s 52 | Q     |
| 3    | 1     | Jarret Eaton            | États-Unis                  | 7 s 52 | Q, SB |
| 4    | 2     | Dimitri Bascou          | France                      | 7 s 63 | Q     |
| 5    | 1     | Shane Brathwaite        | Barbade                     | 7 s 64 | Q, PB |
| 6    | 2     | Balázs Baji             | Hongrie                     | 7 s 64 | Q     |
| 7    | 2     | Spencer Adams           | États-Unis                  | 7 s 65 | Q     |
| 8    | 2     | Yordan O'Farrill        | Cuba                        | 7 s 67 |       |
| 9    | 2     | Lawrence Clarke         | Grande-Bretagne             | 7 s 69 |       |
| 10   | 1     | Eddie Lovett            | Îles Vierges des États-Unis | 7 s 69 | Q     |
| 11   | 1     | Yidiel Contreras        | Espagne                     | 7 s 71 |       |
| 12   | 2     | Mikel Thomas            | Trinité-et-Tobago           | 7 s 72 |       |
| 13   | 2     | Andreas Martinsen       | Danemark                    | 7 s 75 |       |
| 14   | 1     | Fábio dos Santos        | Brésil                      | 7 s 76 |       |
| 15   | 1     | Konstadínos Douvalídis  | Grèce                       | 7 s 79 |       |
| 16   | 1     | Xie Wenjun              | Chine                       | 7 s 90 |       |

### Séries
Les 3 premiers de chaque série (Q) et les 4 meilleurs temps (q) sont qualifiés pour les demi-finales.
| Rang | Série | Nom                     | Nationalité                 | Temps  | Notes |
| ---- | ----- | ----------------------- | --------------------------- | ------ | ----- |
| 1    | 4     | Pascal Martinot-Lagarde | France                      | 7 s 48 | Q     |
| 2    | 2     | Omar McLeod             | Jamaïque                    | 7 s 58 | Q     |
| 2    | 3     | Dimitri Bascou          | France                      | 7 s 58 | Q     |
| 4    | 1     | Eddie Lovett            | Îles Vierges des États-Unis | 7 s 63 | Q, SB |
| 5    | 1     | Jarret Eaton            | États-Unis                  | 7 s 66 | Q     |
| 6    | 4     | Spencer Adams           | États-Unis                  | 7 s 68 | Q     |
| 7    | 4     | Shane Brathwaite        | Barbade                     | 7 s 68 | Q     |
| 8    | 2     | Yordan O'Farrill        | Cuba                        | 7 s 69 | Q     |
| 8    | 3     | Yidiel Contreras        | Espagne                     | 7 s 69 | Q     |
| 10   | 4     | Mikel Thomas            | Trinité-et-Tobago           | 7 s 72 | q     |
| 11   | 1     | Balázs Baji             | Hongrie                     | 7 s 73 | Q     |
| 12   | 2     | Andreas Martinsen       | Danemark                    | 7 s 74 | Q     |
| 13   | 2     | Lawrence Clarke         | Grande-Bretagne             | 7 s 74 | q     |
| 14   | 3     | Xie Wenjun              | Chine                       | 7 s 74 | Q     |
| 14   | 3     | Konstadinos Douvalidis  | Grèce                       | 7 s 74 | Q     |
| 16   | 3     | Fábio dos Santos        | Brésil                      | 7 s 76 | q     |
| 17   | 1     | Antonio Alkana          | Afrique du Sud              | 7 s 76 | PB    |
| 18   | 4     | Jhoanis Portilla        | Cuba                        | 7 s 77 |       |
| 19   | 4     | Serhiy Kopanayko        | Ukraine                     | 7 s 77 |       |
| 20   | 2     | Maksim Lynsha           | Biélorussie                 | 7 s 77 |       |
| 21   | 2     | Dominik Bochenek        | Pologne                     | 7 s 86 |       |
| 22   | 2     | Brahian Peña            | Suisse                      | 7 s 87 |       |
| 23   | 1     | Martin Vogel            | Allemagne                   | 7 s 91 |       |
| 24   | 1     | Artem Shamatryn         | Ukraine                     | 7 s 95 |       |
| 25   | 2     | João Vítor de Oliveira  | Brésil                      | 7 s 99 |       |
| 26   | 3     | Moussa Dembélé          | Sénégal                     | 7 s 99 |       |
| 27   | 4     | Namataiki Tevenino      | Polynésie française         | 8 s 84 |       |
| -    | 3     | Amir Shaker             | Irak                        | DNS    |       |

## Légende
Records et Performances
- AR : Record continental (area record)
- CR : Record des championnats (championship record)
- MR : Record du meeting (meet record)
- NR : Record national (national record)
- OR : Record olympique (olympic record)
- PR : Record paralympique (paralympic record)
- PB : Record personnel (personal best)
- SB : Meilleure performance personnelle de la saison (season's best)
- WL : Meilleure performance mondiale de l'année (world leader)
- WJR : Record du monde junior (world junior record)
- WR : Record du monde (world record)

Circonstances et Conditions
- DNF : N'a pas terminé (did not finish)
- DNS : N'a pas pris le départ (did not start)
- DQ : Disqualification (disqualification)
- NM : Aucun essai valable enregistré (No Mark)
- Q : Qualifié « directement » au prochain tour (ou à la prochaine compétition), lors d'une compétition majeure, grâce au classement ou à la réalisation des minima (automatic qualifier)
- q : Qualifié au prochain tour (ou à la prochaine compétition), lors d'une compétition majeure, grâce au repêchage ou à la réalisation de l'une des meilleures performances parmi celles des « non qualifiés directement » (grâce au meilleur temps ou à la meilleure distance par exemple) (secondary qualifier)